# O Costa d'África
O Costa d'África é um filme português de 1954 escrito por Vasco Santana, pertencente ao género cinematográfico da Comédia Portuguesa.

## Enredo
Bernardo Costa, o tio rico de Amadeu (que vive em África) decide visitar Lisboa por algumas horas e ver como está o seu sobrinho que tem vindo a sustentar ao longo dos anos. O problema é que Amadeu gastou sempre todo o dinheiro que o tio lhe enviou de África, por isso pede a um amigo rico que lhe empreste a casa e os seus criados, a mulher e o filho durante a estadia do tio Bernardo para os fazer passar como seus. E tudo teria corrido bem se o tio não tivesse decidido prolongar a estadia.

## Elenco
- Vasco Santana como Bernardo Costa - o tio de Amadeu
- Laura Alves como Beatriz
- Costinha como Dr. Carneiro da SilveiraF
- Erico Braga como Barão Espinhosel
- Teresa Gomes como A velhota da cabine telefônica
- Anna Paula	como Isabel
- Henrique Santana como Vitorino - o criado
- Rogério Paulo como	Amadeu
- Aida Baptista como	Ermelinda
- Luísa Durão como Tia Virgínia
- Hortense Luz como D. Efigênia
- Maria Alberta como Maria
- Holbeche Bastos como Jerônimo
- José Cardoso como Agostinho
- Maria Cristina como Joaquina
- Pepita de Abreu como Glória
- Mario Pedro como O porteiro
- Francisco Ribeiro como Roberto
- Carlos Wallenstein como Hilário - o cozinheiro